# Jacobsenův katalyzátor
Jacobsenův katalyzátor je obvyklé pojmenování N,N'-bis(3,5-di-terc-butylsalicyliden)-1,2-cyklohexandiaminochloridu manganitého, komplexní sloučeniny manganu a salenového ligandu. Používá se jako asymetrický katalyzátor při Jacobsenově epoxidaci, kterou lze použít k enantioselektivní přeměně prochirálních alkenů na epoxidy. Před objevem Jacobsenova katalyzátoru se k asymetrické epoxidaci alkenů musely používat katalyzátory s řídícími funkčními skupinami, například alkoholovou, tak jako při Sharplessově epoxidaci. Látka má dva enantiomery; stereochemie produktu závisí na použité enantiomerní formě katalyzátoru.
Enantiomerně čisté epoxidy jsou důležité jakožto základní molekuly při přípravě složitějších molekul s určitou chiralitou. Vlastnosti biologicky aktivních látek mohou být značně odlišné i u dvou molekul, které se liší pouze chiralitou. Jacobsenův i ostatní asymetrické katalyzátory jsou tedy velmi užitečné; například samotný Jacobsenův katalyzátor se používá při čtyřstupňové syntéze fenylisoserinu, který tvoří postranní řetězec taxolu.

## Struktura a vlastnosti
Jacobsenův katalyzátor je typickým oxidačním katalyzátorem tvořeným přechodným kovem; má kovové centrum navázané na dusíkový a kyslíkový donor. Salenový ligand v jeho molekule je tetradentátní, atom manganu tedy na sebe váže čtyřmi vazbami, po jedné z každého atomu dusíku a kyslíku salenového řetězce. Patří mezi chirální diiminové ligandy připravované kondenzačními reakcemi ze Schiffových bází.

## Příprava
Příprava Jacobsenova katalyzátoru začíná oddělením jednotlivých enantiomerů 1,2-diaminocyklohexanu a následnou reakcí příslušného vinanu s 3,5-di-terc-butyl-2-hydroxybenzaldehydem za vzniku Schiffovy báze. Reakcí s octanem manganatým na vzduchu se vytvoří manganitý komplex, který lze po přidání chloridu lithného izolovat jako chlorid. Na obrázku níže je znázorněna příprava (R,R)-enantiomeru.

## Mechanismus reakce
Byly navrženy dva možné mechanismy fungování Jacobsenova katalyzátoru. Protože se za jeho přítomnosti nejsnadněji epoxidují konjugované alkeny, tak bývá nejčastěji přijímán mechanismus, při kterém vzniká radikálový meziprodukt stabilizovaný konjugovanými vazbami. Při použití nekonjugovaných alkenů nedochází ke stabilizaci radikálu a radikálový mechanismus je méně pravděpodobný; místo něj reakce pravděpodobně probíhá soustředěným mechanismem, i když se ukazuje, že by i zde mohl vznikat radikálový meziprodukt.
Původně byly k oxidaci používány jodosylareny (C6H5IO) ve stechiometrických množstvích, ovšem záhy byly nahrazeny levnějším a podobně účinným chlornanem sodným (NaClO), který se nyní používá nejčastěji, i když může být nahrazen jinými látkami.
Po přidání oxidačního činidla se vytvoří O=Mn5+ jakožto aktivní oxidant (A). Substrát se k vazbě kov-kyslík přiblíží ve svislém směru vzhledem k molekule katalyzátoru, čímž dojde k ideálnímu překryvu orbitalů. Tento mechanismus poprvé navrhl John Groves k vysvětlení epoxidací katalyzovaných porfyriny. K přiblížení dochází okolo diaminového můstku, kde není ztěžováno sterickými jevy vytvářenými terc-butylovými skupinami na okraji ligandu. Způsob přiblížení alkenu je stále předmětem diskuzí.
Pomocí Jacobsenova katalyzátoru lze snadno epoxidovat cis-alkeny, ovšem epoxidace trans- a koncových alkenů je obtížnější, což se dá zlepšit změnou struktury ligandu; například deriváty Jacobsenova katalyzátoru s drobnými odchylkami ve struktuře salenového jádra lze při nízkých teplotách za přítomnosti kyseliny m-chlorperoxobenzoové použít k epoxidaci styrenu. Při nízké teplotě je upřednostňována oxidace pouze cis-alkenů; kyselina m-chlorperoxobenzoová se používá kvůli příliš vysoké teplotě tuhnutí vody. Pokusy o epoxidaci trans-alkenů pomocí sloučenin manganu nebyly úspěšné, k tomu však lze použít komplexy s jinými kovy, jako jsou komplexy s chromem.

## Obměny
Strukturu ligandu Jacobsenova katalyzátoru lze snadno pozměnit a umožnit tak provedení řady dalších reakcí, jako jsou otevírání epoxidových cyklů, Dielsovy–Alderovy reakce a konjugované adice. Podobný katalyzátor s kovovým centrem tvořeným hliníkem byl použit na karbonylaci epoxidů za účelem přípravy beta-laktonů.